# Heterometopia bella
Heterometopia bella är en tvåvingeart som beskrevs av Paramonov 1960. Heterometopia bella ingår i släktet Heterometopia och familjen parasitflugor. Inga underarter finns listade i Catalogue of Life.